# Andorra i Eurovision Song Contest
Andorra debuterede i Eurovision Song Contest i 2004 og deltog herefter hvert år indtil 2009, dog uden at nå finalen. Herefter trak landet sig ud og har ikke deltaget siden.

## Repræsentanter
Nøgle
     Vinder
     Anden plads
     Tredje plads
     Sidste plads
     Deltager valgt, men konkurrerede ikke
| År                           | Kunstner          | Sang                           | Sprog              | Oversættelse               | Finale            | Point             | Semi | Point |
| ---------------------------- | ----------------- | ------------------------------ | ------------------ | -------------------------- | ----------------- | ----------------- | ---- | ----- |
| 2004                         | Marta Roure       | "Jugarem a estimar-nos"        | Catalansk          | Spil kærligt med os        | Ikke kvalificeret | Ikke kvalificeret | 18   | 12    |
| 2005                         | Marian van de Wal | "La mirada interior"           | Catalansk          | Kig ind                    | Ikke kvalificeret | Ikke kvalificeret | 23   | 27    |
| 2006                         | Jenny             | "Sense tu"                     | Catalansk          | Uden dig                   | Ikke kvalificeret | Ikke kvalificeret | 23   | 8     |
| 2007                         | Anonymous         | "Salvem el món"                | Engelsk, catalansk | At redde verden            | Ikke kvalificeret | Ikke kvalificeret | 12   | 80    |
| 2008                         | Gisela            | "Casanova"                     | Engelsk, catalansk | -                          | Ikke kvalificeret | Ikke kvalificeret | 16   | 22    |
| 2009                         | Susanne Georgi    | "La teva decisió (Get a Life)" | Engelsk, catalansk | Din beslutning (Få et liv) | Ikke kvalificeret | Ikke kvalificeret | 15   | 8     |
| Har ikke deltaget siden 2009 |                   |                                |                    |                            |                   |                   |      |       |

## Pointstatistik (2004-2009)

### Flest point til og fra - top 5
NB: Kun point givet i finalerne er talt med.
| Andorra har givet flest point til | Andorra har givet flest point til | Andorra har givet flest point til |
| Placering                         | Land                              | Point                             |
| --------------------------------- | --------------------------------- | --------------------------------- |
| 1                                 | Spanien                           | 60                                |
| 2                                 | Ukraine                           | 33                                |
| 3                                 | Frankrig                          | 26                                |
| 4                                 | Finland                           | 21                                |
| =                                 | Grækenland                        | 21                                |

### 12 point til og fra
NB: Kun 12 point givet i finalerne er talt med.
| Andorra har givet 12 point til | Andorra har givet 12 point til | Andorra har givet 12 point til |
| År                             | Jury                           | Televoting                     |
| ------------------------------ | ------------------------------ | ------------------------------ |
| 2004                           | Spanien                        | Ingen separat televoting       |
| 2005                           | Spanien                        | Ingen separat televoting       |
| 2006                           | Spanien                        | Ingen separat televoting       |
| 2007                           | Ukraine                        | Ingen separat televoting       |
| 2008                           | Spanien                        | Ingen separat televoting       |
| 2009                           | Spanien                        | Ingen separat televoting       |

### Flest point til og fra - alle lande
NB: Kun point givet i finalerne er talt med.
| Andorra har givet point til | Andorra har givet point til | Andorra har givet point til |
| Placering                   | Land                        | Point                       |
| --------------------------- | --------------------------- | --------------------------- |
| 1                           | Spanien                     | 60                          |
| 2                           | Ukraine                     | 33                          |
| 3                           | Frankrig                    | 26                          |
| 4                           | Finland                     | 21                          |
| =                           | Grækenland                  | 21                          |
| 6                           | Rumænien                    | 20                          |
| 7                           | Sverige                     | 17                          |
| 8                           | Portugal                    | 16                          |
| 9                           | Israel                      | 15                          |
| 10                          | Rusland                     | 14                          |
| 11                          | Norge                       | 13                          |
| 12                          | Letland                     | 12                          |
| =                           | Ungarn                      | 12                          |
| 14                          | Danmark                     | 8                           |
| =                           | Island                      | 8                           |
| =                           | Litauen                     | 8                           |
| 17                          | Aserbajdsjan                | 7                           |
| =                           | Malta                       | 7                           |
| 19                          | Storbritannien              | 6                           |
| 20                          | Tyskland                    | 5                           |
| 21                          | Cypern                      | 4                           |
| =                           | Irland                      | 4                           |
| =                           | Moldova                     | 4                           |
| 24                          | Tyrkiet                     | 3                           |
| 25                          | Serbien og Montenegro       | 2                           |
| 26                          | Belgien                     | 1                           |
| =                           | Schweiz                     | 1                           |
| 28                          | Albanien                    | 0                           |
| =                           | Armenien                    | 0                           |
| =                           | Australien                  | 0                           |
| =                           | Bosnien-Hercegovina         | 0                           |
| =                           | Bulgarien                   | 0                           |
| =                           | Estland                     | 0                           |
| =                           | Georgien                    | 0                           |
| =                           | Holland                     | 0                           |
| =                           | Hviderusland                | 0                           |
| =                           | Italien                     | 0                           |
| =                           | Jugoslavien                 | 0                           |
| =                           | Kroatien                    | 0                           |
| =                           | Luxembourg                  | 0                           |
| =                           | Marokko                     | 0                           |
| =                           | Monaco                      | 0                           |
| =                           | Montenegro                  | 0                           |
| =                           | Nordmakedonien              | 0                           |
| =                           | Polen                       | 0                           |
| =                           | San Marino                  | 0                           |
| =                           | Serbien                     | 0                           |
| =                           | Slovakiet                   | 0                           |
| =                           | Slovenien                   | 0                           |
| =                           | Tjekkiet                    | 0                           |
| =                           | Østrig                      | 0                           |

## Kommentatorer og jurytalsmænd
| År   | Kommentator                      | Jurytalsmand      |
| ---- | -------------------------------- | ----------------- |
| 2003 | Meri Picart & Albert Roig        | Deltog ikke       |
| 2004 | Meri Picart & Josep Lluís Trabal | Pati Molné        |
| 2005 | Meri Picart & Josep Lluís Trabal | Ruth Gumbau       |
| 2006 | Meri Picart & Josep Lluís Trabal | Xavi Palma        |
| 2007 | Meri Picart & Josep Lluís Trabal | Marian van de Wal |
| 2008 | Meri Picart & Josep Lluís Trabal | Alfred Llahí      |
| 2009 | Meri Picart                      | Brigits García    |

## Galleri
- Marta Roure i Besolí i Istanbul (2004)
- Marian van de Wal i Kyiv (2005)
- Anonymous i Helsinki (2007)
- Gisela i Beograd (2008)
- Susanne Georgi i Moskva (2009)